# 423 av. J.-C.
Cette page concerne l'année 423 av. J.-C. du calendrier julien proleptique.

## Événements
Grèce
- 28 mars : Trêve d’un an entre Athènes et Sparte[1] négociée par Lachès. Mais en Thrace, Skionè et Mendè font défection et Brasidas ne respecte pas l’armistice. Au nord de l’Attique, Panacton est livrée par trahison aux Béotiens.
- Mars-avril : 
  - Aux Dionysies urbaines d’Athènes, Cratinos remporte le premier prix avec sa comédie La Bouteille. Le Connos, œuvre d’Amipsias, arrive en deuxième position et la pièce Les Nuées d’Aristophane termine troisième[2].
  - Révolte de Scione contre Athènes[3].
- Ambassade athénienne en Sicile, dont fait partie l'orateur Phéax[4], futur opposant d'Alcibiade.
- Printemps : défection de Mendè en Chalcidique, favorisée par Brasidas[3].
- Été : 
  - Campagne de Nicias en Chalcidique : il reprend Mendè et assiège Skionè[3].
  - Campagne difficile de Brasidas contre Arrhabaios, roi des Lyncestes[3].
  - Perdiccas de Macédoine se réconcilie provisoirement avec Athènes.
  - Incendie du temple d’Héra à Argos[3] (reconstruit vers 420/410/400 av. J.-C.).
- Automne : les renforts du lacédémonien Ischagoras envoyés pour soutenir Brasidas en Thrace ne peuvent traverser la Thessalie[3].

Italie
- 21 novembre : début à Rome du consulat de Caius Sempronius Atratinus et Quintus Fabius Vibulanus[5].

- Capoue est prise par les Samnites[6]. Les Étrusques ne sont plus présents en Campanie.
- Renouvellement du traité de paix entre les Athéniens et les Perses[7]. À l'issue de troubles dynastiques à la mort d’Artaxerxès Ier, Darius II monte sur le trône Perse après avoir assassiné son demi-frère Sogdianos. Il intervient en Grèce, en jouant habilement avec les rivalités dans la guerre du Péloponnèse par l’intermédiaire des satrapes Pharnabaze et Tissapherne qui soutiennent Athènes, puis Sparte.

## Naissances
- Cyrus le Jeune, fils cadet du roi Darius II et de la reine Parysatis.